# 巴尔比宗
巴尔比宗（法語：Barbizon，法語發音：[baʁbizɔ̃] ⓘ），又称巴比松，是法国塞纳-马恩省的一个市镇，位于该省西南部，属于默伦区。巴比松派的畫風便是源於此地的畫家的統稱。

## 地理
巴尔比宗（48°26'45"N, 2°36'18"E）面积5.27 平方千米，位于法国法蘭西島大區塞纳-马恩省，该省份为法国北部内陆省份，北起瓦兹省，西接埃松省、马恩河谷省、塞纳-圣但尼省和瓦兹河谷省，南至卢瓦雷省，东南接约讷省，东临马恩省和奥布省，东北接埃纳省。
与巴尔比宗接壤的市镇（或旧市镇、城区）包括：比耶尔地区沙伊、比耶尔地区圣马丹、比耶尔地区弗勒里、枫丹白露。
巴尔比宗的时区为UTC+01:00、UTC+02:00（夏令时）。

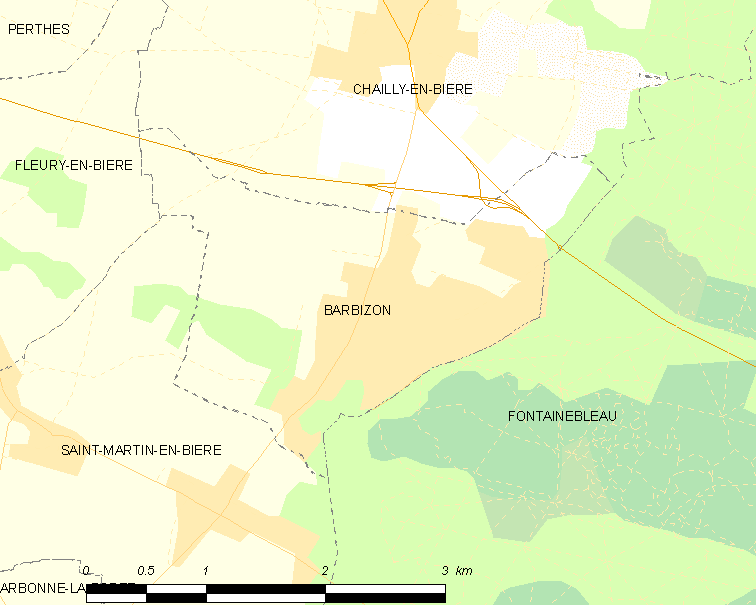
巴尔比宗的OSM定位图

## 行政
巴尔比宗的邮政编码为77630，INSEE市镇编码为77022。

## 政治
巴尔比宗所属的省级选区为枫丹白露县。

## 人口

1962-2008年间巴尔比宗人口变化图示

巴尔比宗于2022年1月1日时的人口数量为1265人。